# تاکوان ایر
تاکوان ایر (به انگلیسی: Taquan Air) یک شرکت هواپیمایی با کد یاتا K3 است که در ۱۹۷۷ میلادی تأسیس شده‌است. دفتر مرکزی تاکوان ایر در کچیکان، آلاسکا، ایالات متحده آمریکا واقع شده‌است و قطب این شرکت هواپیمایی در کچیکان، آلاسکا قرار دارد و به ۱۶ مقصد، پرواز انجام می‌دهد.